# Stazione di Rio di Pusteria
La stazione di Rio di Pusteria (in tedesco Bahnhof Mühlbach) è una stazione ferroviaria posta sulla linea Fortezza-San Candido. Serve il centro abitato di Rio di Pusteria.

## Strutture e impianti
La stazione è dotata di due binari passanti, di cui il secondo di corretto tracciato e il primo per incroci o precedenze.

## Movimento
La stazione è servita dai treni regionali della Val Pusteria, che percorrono la direttrice Fortezza - Sillian - Lienz e hanno una frequenza di 30 minuti, che si protrae a 60 nei giorni festivi e sabato.

## Servizi
La stazione dispone di:
- Biglietteria automatica
- Sala d'attesa
- Servizi igienici

## Interscambi
Adiacente alla stazione è presente una fermata delle autolinee urbane e interurbane.
- Fermata autobus
- Taxi